# Yingjiang (sockenhuvudort i Kina, Jiangxi Sheng, lat 28,14, long 117,91)
Yingjiang (kinesiska: 英将) är en sockenhuvudort i Kina. Den ligger i provinsen Jiangxi, i den sydöstra delen av landet, omkring 210 kilometer öster om provinshuvudstaden Nanchang. Antalet invånare är 12 049. Befolkningen består av 5 703 kvinnor och 6 346 män. Barn under 15 år utgör 22,0 %, vuxna 15-64 år 71 %, och äldre över 65 år 5,0 %.
Runt Yingjiang är det ganska tätbefolkat, med 72 invånare per kvadratkilometer. Närmaste större samhälle är Yongping, 15,8 km nordväst om Yingjiang. I omgivningarna runt Yingjiang växer i huvudsak blandskog.
Genomsnittlig årsnederbörd är 2 755 millimeter. Den regnigaste månaden är juni, med i genomsnitt 477 mm nederbörd, och den torraste är oktober, med 35 mm nederbörd.